# 热电偶
热电偶（英語：thermocouple）又称温差电偶，是一种被广泛应用的温度传感器，也被用来将热势差转换为电势差，作为“电温计”（electrical thermometer）。热电偶价格低廉、易于更换，测量时不需要外加电源，有标准接口，且具有很大的温度量程。主要的局限是精度，系统误差通常大于0.1摄氏度。
1821年，德国-爱沙尼亚物理学家托馬斯·塞貝克发现，将两种不同金属各自的二端分别连接构成的回路，如果两种金属的两个结点处温度不同，就会在这样的线路内发生电流。现在这种现象被称为熱電效應或「Seebeck效应」。

热电效应中电压的大小取决于金属的种类。在电路中使用不同的金属会产生不同的电压，这个电压被称为热电势，这个差值随温度的升高而增大而且可以被测量。对于目前常用的金属组合，这个差值通常大约在1到70微伏每摄氏度之间。一些常用的固定组合成为工业标准，选择热电偶类型时通常考虑到成本、适用、便利、熔点、化学性质、稳定性和输出。由于热电偶产生的电压很小，很多的应用是利用熱電偶堆。

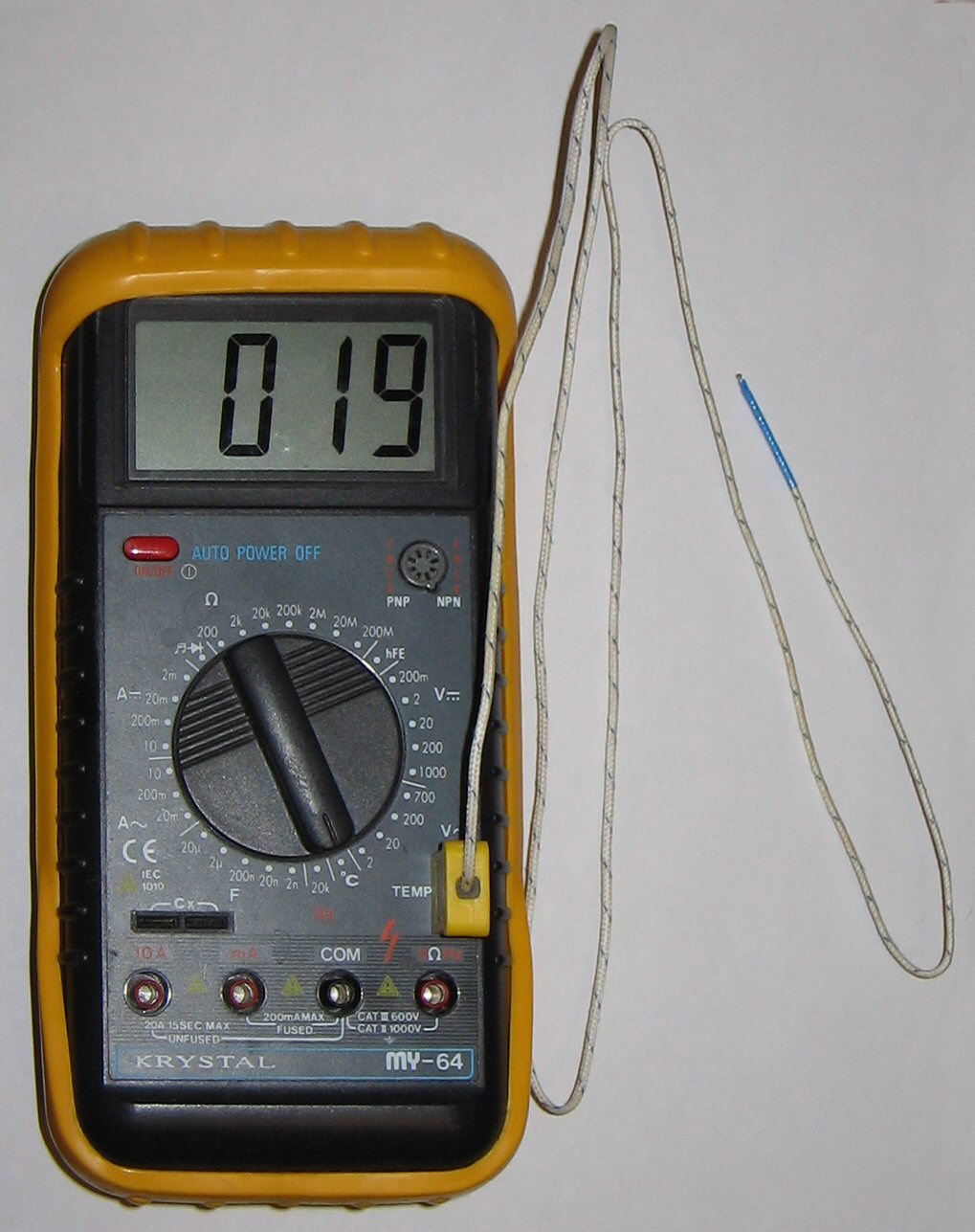
與熱電偶連接在一起的多用表顯示出攝氏溫度。

## 热电偶标准
当热电偶的正负极材料都确定以后，热电势的大小只与热电偶的两端温度有关。如果一端温度恒定（通常称为参比端），则热电势就只与热端温度有关。为了方便使用，常用的热电偶的热端温度所对应热电势的大小已经被制成标准表，称为热电偶的分度表，参比端温度均为0℃。

## 类型
S型：铂铑10合金/铂
这是一种贵金属热电偶，铂铑10合金（铂占90%，铑占10%）为正极，铂为负极。电极直径通常为0.5mm，长期使用温度可达1300℃，短期使用可达1600℃,有很好的复现性和稳定性，在国际适用温标中在630.74～1064.43℃范围内用它做标准仪器。这种热电偶的热势率较小，平均灵敏度为0.009mV/℃左右。价格贵，非线性大，不能在还原性气氛及含有金属或非金属蒸汽的气氛中使用，在真空中可以短暫使用。
B型：铂铑30合金/铂铑6合金
长期使用的最高温度可达1600℃，短期可达1800℃。性能稳定，测试准确度较高，适宜于氧化性介质和中性介质中使用，不能在还原性气氛及含有金属或非金属蒸汽的气氛中使用。热电势率比S型的更小。
K型：镍铬合金或镍铝合金
这是最常用的热电偶。温度量程自−200℃到+1200℃。磁性。敏感度41 µV/℃。
E型：镍铬合金或铜镍合金
高输出（68 µV/℃），非磁性。
J型：铁或铜镍合金
有限量程（−40至+750℃），不可用于760℃以上，敏感度約為52 µV/℃。
T型：銅或铜镍合金
有限量程（−250至+350℃），敏感度約為43 µV/℃。
N型：镍铬硅合金或镍硅合金
高稳定性，抗高温氧化。可用于高于1200℃。900℃时，敏感度39 µV/℃，略低于K型。

## 热电堆
热电堆是一个将热能转变成电能的电子装置。通常是将热电偶进行串联，有时是并联。热电堆并不能测量绝对温度，不过可以输出一个与温差成比例的电压。对同样的温度差而言，热电堆内的电动势要比单个温差电偶产生的大得多，用它制成的温差电偶温度计测温灵敏度也高。
熱電堆是紅外線溫度計的關鍵成份，而紅外線溫度計是廣泛的使用於專業醫療上的耳溫測量。他們也廣泛的使用於熱通量感應器（例如摩歐熱堆或依珀利太陽熱力計）與瓦斯爐的安全控管上。由熱堆所產生的電壓約有數十或數百毫伏特，與增加中的信號級別一樣，這個裝置也許會用在提供空間裡的溫度平均上。